# K.J. Noons
Karl James Noons, meglio noto come K.J. Noons (Kailua, 7 dicembre 1982), è un lottatore di arti marziali miste, ex pugile ed ex kickboxer statunitense.
Combatte nella categoria dei pesi welter per l'organizzazione UFC.
In passato la lottato per le promozioni Strikeforce, DREAM ed EliteXC ed è stato campione EliteXC dei pesi leggeri.

## Carriera nelle arti marziali miste

### Ultimate Fighting Championship
Nel gennaio 2013 la Strikeforce fu acquistata dalla compagnia Zuffa. Diversi combattenti della promozione, tra cui Noons, furono messi sotto contratto dalla Ultimate Fighting Championship.
Esordì in UFC contro Donald Cerrone il 25 maggio 2013 in occasione dell'evento UFC 160. Fu sconfitto ai punti tramite decisione unanime.
Nel suo secondo match per la UFC, affrontò George Sotiropoulos il 19 ottobre 2013 all'evento UFC 166. Trionfò via decisione unanime, in ciò che fu la sua prima vittoria nella UFC.
Il 16 aprile 2014 passò ai pesi welter per combattere Sam Stout all'evento The Ultimate Fighter Nations: Canada vs. Australia. Noons si aggiudicò la vittoria tramite KO al primo round, ottenendo tra l'altro il suo primo riconoscimento Performance of the Night.
Nel suo prossimo incontro, datato 12 dicembre 2014, sfidò invece Daron Cruickshank in occasione dell'evento The Ultimate Fighter: Team Pettis vs. Team Melendez. Malgrado un primo round molto combattuto, l'incontro fu fermato alla seconda ripresa dopo che Cruickshank ricevette una ditata involontaria di Noons nell'occhio e non fu più in grado di proseguire. Poiché la sfida non era ancora arrivata al terzo round, l'incontro fu dichiarato un no contest.
Era in procinto di combattere Yan Cabral all'evento UFC Fight Night 67. Tuttavia, Cabral fu costretto a ritirarsi poco prima dell'incontro dopo aver contratto la febbre dengue e fu sostituito dal brasiliano Alex Oliveira. Noons venne sconfitto via sottomissione alla prima ripresa.
Noons affrontò Josh Burkman il 6 febbraio 2016 all'evento UFC Fight Night 82, venendo sconfitto tramite decisione unanime.